# Reposition (Medizin)
Unter einer Reposition (lateinisch repositio) versteht man das Zurückbringen in eine (annähernde) Normallage oder Normalstellung. Das (transitive) Verb lautet (etwas) reponieren, die Möglichkeit zur Rückverlagerung reponibel.
Gebraucht wird der Begriff in der Medizin bei folgenden Krankheitsbildern:
Reposition von ausgekugelten Gelenken(siehe Luxation)
Reposition von KnochenbrüchenDarunter versteht man das Einrichten bzw. die Einrichtung von  Knochenbrüchen (Frakturen), bei denen die Bruchfragmente nicht in der richtigen Stellung (sondern disloziert) stehen. Es werden unterschieden:
- die geschlossene Reposition, bei der die Fehlstellung des Knochens durch Drücken und Ziehen ohne Operation korrigiert wird und
- die offene Reposition, bei der die Fehlstellung im Rahmen einer Operation beseitigt wird. Dabei wird die Stellung oft mittels Schrauben, Platten, Drähten und anderem fixiert (siehe auch: Osteosynthese).

Reposition von EingeweidebrüchenDarunter versteht man das Zurückdrücken bei eingeklemmten (inkarzerierten) Hernien, zum Beispiel der Leistenhernie (Leistenbruch). Diese Prozedur ist im Normalfall nur eine erste Hilfe. Bei Brüchen, die Einklemmungstendenz haben, besteht in der Regel Indikation zur operativen Versorgung, um weitergehende Folgen zu vermeiden.
Reposition von VorfällenBei einem Vorfall (Prolaps) von zum Beispiel Hämorrhoiden, Enddarm, Scheide oder anderen Organen kann eine Reposition notwendig werden. Häufig wird diese nur vorübergehenden Erfolg haben und eine chirurgische Behandlung notwendig werden.